# Fernando Martínez Mottola
Fernando Martínez Mottola (1954-Caracas, 26 de febrero de 2025) fue un político venezolano. Se desempeñó como ministro de Transporte y Comunicaciones durante el segundo gobierno de Carlos Andrés Pérez. Estuvo asilado en la embajada de Argentina en Venezuela y tenía pocos días que le habían dado libertad para salir de las instalaciones al momento de su muerte en Caracas.

## Carrera
En 1990 Mottola llegó a la presidente de CANTV donde dirigido el proceso de privatización de la empresa, convenciendo al presidente Carlos Andrés Pérez quién hasta ese momento estaba negado a la idea. Posteriormente fue nombrado ministro de Transporte y Comunicaciones por el presidente Pérez.
En 1991 declaró que además que remover La Mancha Negra, una sustancia negra misteriosa que emanaba en las calles en Caracas, también removería a los residentes cerca de la autopista Caracas-La Guaira ya que «eran parte del problema creando filtros en la carretera». En 2019 trabajó como uno de los principales asesores de Juan Guaidó y participó como representante en una negociación entre el gobierno y la oposición en Noruega.

### Asilo político
El 26 de marzo de 2024, el presidente Javier Milei confirmó en un comunicado que Mottola, junto a Magalli Meda, Humberto Villalobos, Claudia Macero, Omar González y Pedro Urruchurtu, acusados por el fiscal Tarek William Saab de conspirar en un plan de desestabilización de gobierno de Nicolás Maduro,  habían sido recibidos en la residencia de la Embajada de Argentina en Caracas. A 2025 permanecen  en calidad de huéspedes y donde han sufrido asedio. El 29 de marzo del mismo año, el gobierno argentino otorgó el asilo político, elevando la protección de los ciudadanos refugiados en la embajada, luego de que estos formalmente lo solicitaron.
Nueve meses más tarde Mottola abandonó la sede en un auto consular y se presentó ante la fiscalía, se mantuvo bajo arresto domiciliario hasta que falleció el 26 de febrero de 2025 en Caracas.